# Batalha de Bailén

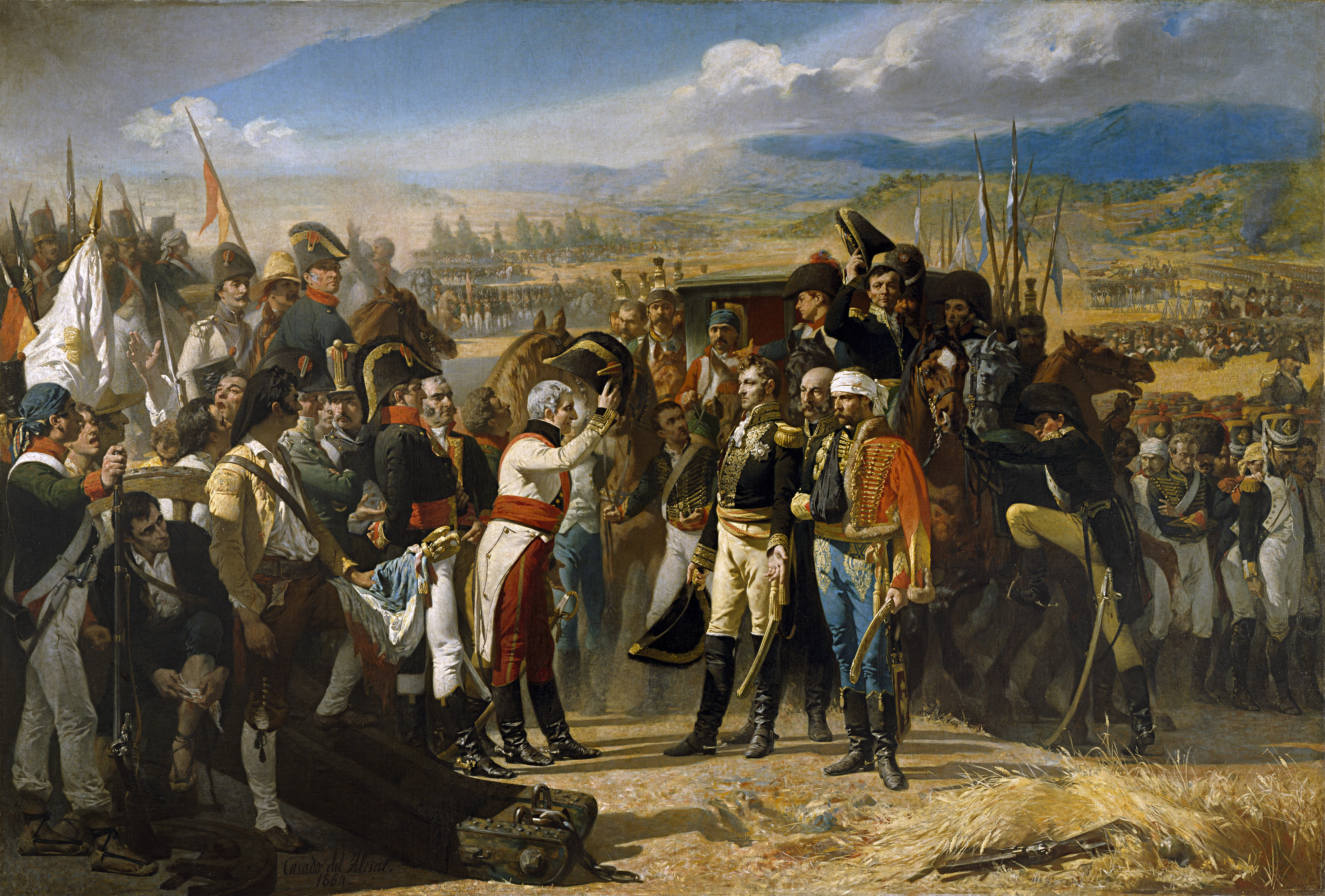
A Rendição de Bailén, de José Casado del Alisal (Museo del Prado)

A batalha de Bailén foi um  episódio da Guerra Peninsular do qual resultou a primeira derrota do exército napoleónico. Travou-se a 19 de julho de 1808 junto à cidade de Bailén, na província de Jaén, Espanha. Opôs um exército francês com cerca de 21 000 soldados comandados pelo general Pierre Antoine Dupont de l'Etang a forças espanholas mais numerosas (cerca de 27 000 homens), sob as ordens do general Francisco Javier Castaños. O exército francês foi derrotado e feito prisioneiro. 